# 엣추코쿠부역
엣추코쿠부역(일본어: 越中国分駅)은 일본 도야마현 다카오카시에 위치한 서일본 여객철도 히미선의 철도역이다. 단선 승강장 1면 1선의 구조를 갖춘 지상역이다.

## 이용 현황
| 승차 인원 추이 | 승차 인원 추이 |
| 연도           | 1일 평균       |
| -------------- | -------------- |
| 2004           | 345            |
| 2005           | 314            |
| 2006           | 289            |
| 2007           | 272            |
| 2008           | 268            |
| 2009           | 249            |
| 2010           | 246            |
| 2011           | 248            |
| 2012           | 249            |
| 2013           | 273            |
| 2014           | 259            |

## 역 주변
- 국도 제415호선

## 역사
- 1953년 7월 1일 : 일본국유철도 히미 선의 후시키 역 - 아마히라시 역 간에 신설 개업. 여객 영업만.
- 1987년 4월 1일 : 일본국유철도 분할 민영화에 의해, 서일본 여객철도가 승계.

## 인접 역
| 히미선               | 히미선    | 히미선               |
| -------------------- | --------- | -------------------- |
| 후시키 다카오카 방면 | ■ 히미 선 | 아마하라시 히미 방면 |